# Hanchanhal, Manvi
Hanchanhal là một làng thuộc tehsil Manvi, huyện Raichur, bang Karnataka, Ấn Độ.